# Modifikační klávesa
Modifikační klávesa je klávesa počítačové klávesnice, která se používá v kombinaci s jinou klávesou a mění (modifikuje) její funkci. Při použití se nejdříve tiskne modifikační klávesa, která sama nevyvolává žádnou funkci, s jejím přidržením se pak stiskne zvolená funkční klávesa. Některé funkce se vyvolávají kombinací více modifikačních kláves, případně i více funkčních kláves.
Samotný stisk modifikační klávesy zpravidla nevyvolává žádnou funkci, v některých případech může vyvolat funkci její uvolnění bez použití druhé klávesy (Alt pro menu ve Windows). Za účelem přístupnosti pro pohybově hendikepované může být změněno použití modifikačních kláves tak, že se klávesy tisknou následně, nikoli současně.
Obvyklé modifikační klávesy a jejich typické funkce v Microsoft Windows:
- ⇧ Shift – psaní velkých písmen a číslic na české klávesnici
- Ctrl – Control, nejpoužívanější klávesové zkratky
- Alt – obdobná funkce jako Ctrl
- AltGr – pro vkládání speciálních znaků, částečně nahraditelná kombinací Ctrl+Alt
- ⊞ Win – Windows, vyvolání nabídky Start a pro klávesové zkratky
- Fn – na kompaktních klávesnicích typických pro notebooky doplnění funkcí chybějících kláves, ovládání jasu displeje, hlasitosti ap.

Klávesy specifické pro počítače Apple:
- ⌘ Command – obdobná funkce klávese Ctrl
- ⌥ Option – jiné označení klávesy Alt na počítačích Apple, funkce obdobná AltGr, v kombinaci s dalšími modifikačními klávesami obdobně jako Alt

Kombinace kláves se obvykle zapisují pomocí znaménka plus a nejdříve modifikační klávesy, které se tisknou dříve:
Ctrl+C Ctrl+V – zapsání dvojice klávesových zkratek pro kopírování například textu do schránky a jeho vložení na jiné místo